# Stazione di Vogogna Ossola
Stazione di Vogogna Ossola vasútállomás Olaszországban, Vogogna településen.

## Vasútvonalak
Az állomást az alábbi vasútvonalak érintik:
- Domodossola–Milánó-vasútvonal
- Domodossola-Novara-vasútvonal

## Kapcsolódó állomások
A vasútállomáshoz az alábbi állomások vannak a legközelebb:
- Stazione di Beura-Cardezza (Domodossola–Milánó-vasútvonal)
- Stazione di Pieve Vergonte (Domodossola-Novara-vasútvonal)
- Stazione di Premosello-Chiovenda (Domodossola–Milánó-vasútvonal, Domodossola-Novara-vasútvonal)